# Bab Lamrissa (arrondissement)
Pour l’article homonyme, voir Bab el-Mrissa.

Grandes armoiries de l’arondissement de Bab Lamrissa à Salé

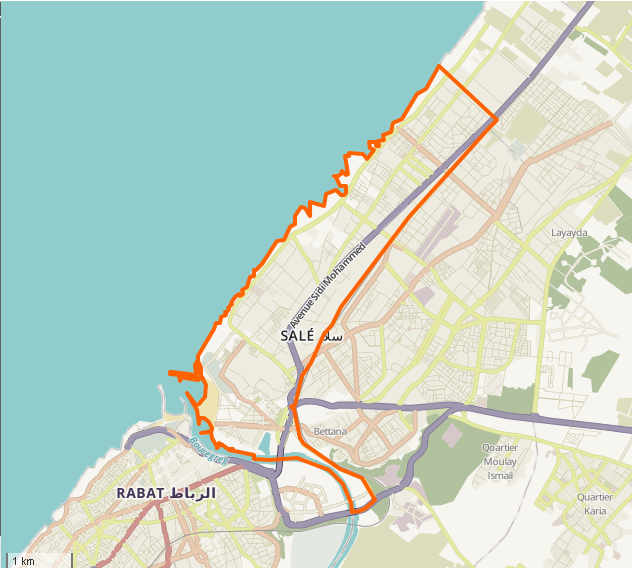
Carte de Bab Lamrissa

Bab Lamrissa est un des 5 arrondissements de la ville de Salé, elle-même située au sein de la préfecture de Salé, dans la région de Rabat-Salé-Kénitra.  
Cet arrondissement a connu, de 1994 à 2004, une hausse de population, passant de 114 120 à 140 383 habitants.  En 2024, sa population est 167,319 habitants. 
Depuis les élections de 2021, le Président de cet arrondissement est Abdelkader El Kihal (عبد القادر الكيحل)[réf. souhaitée]. 